# Ryan Bailey (Wasserballspieler)

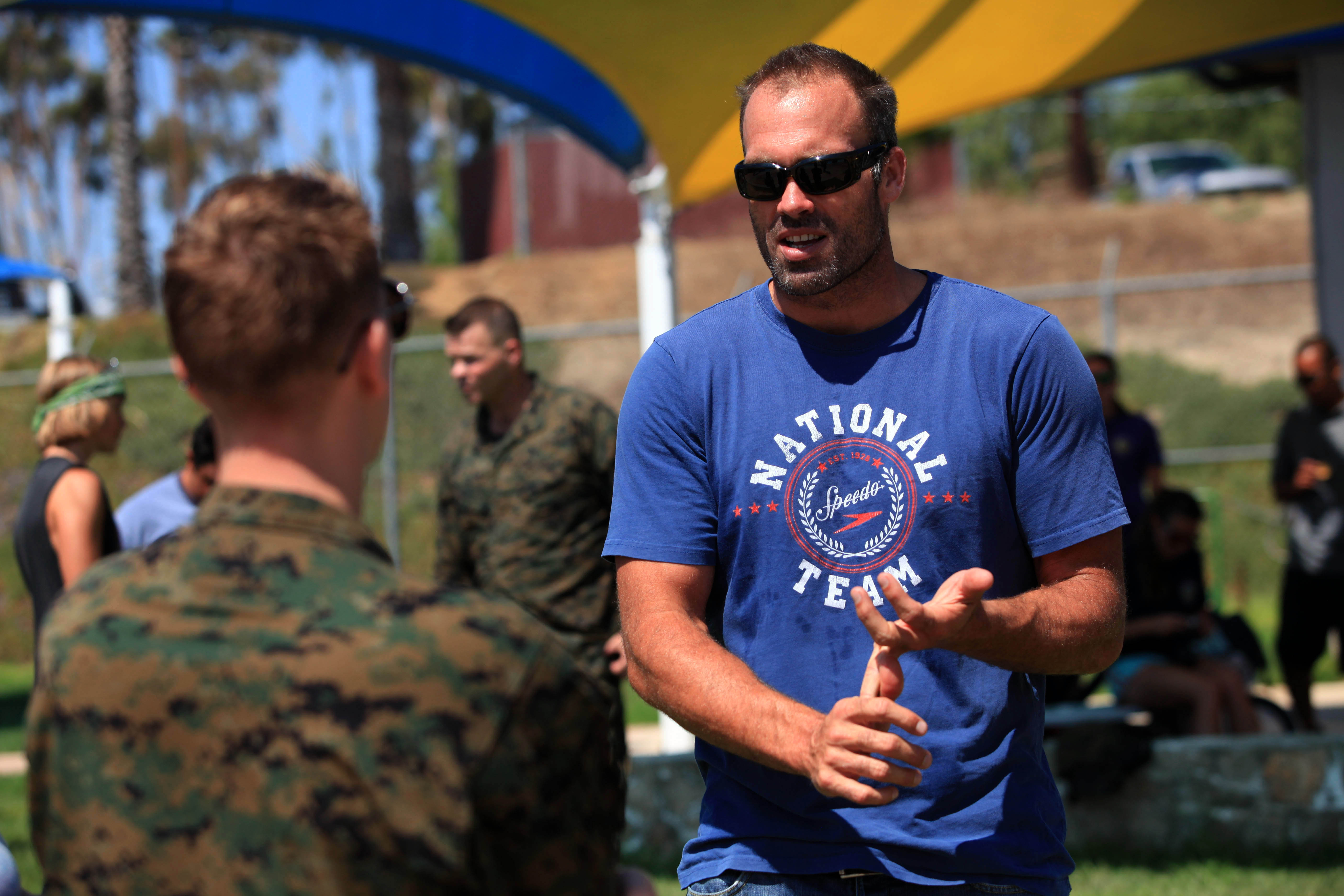
Ryan Bailey als Gast bei einem Wasserballturnier des US Marine Corps 2012

Ryan Bailey (* 28. August 1975 in Long Beach, Kalifornien) ist ein ehemaliger Wasserballspieler aus den Vereinigten Staaten. Er gewann 2008 die olympische Silbermedaille. Viermal siegte er mit dem Team der Vereinigten Staaten bei den Panamerikanischen Spielen.

## Karriere
Ryan Bailey absolvierte die Millikan High School und besuchte dann die University of California, Irvine. Von Ende der 1990er Jahre bis 2013 gehörte er zur Nationalmannschaft der Vereinigten Staaten. Sein erstes großes internationales Turnier waren die Weltmeisterschaften 1998, bei denen die US-Mannschaft den siebten Platz belegte. Ein Jahr später bei den Panamerikanischen Spielen 1999 gewann das US-Team im Finale gegen Kuba. Im Jahr darauf erzielte der 1,98 m große Center drei Tore bei den Olympischen Spielen in Sydney, als die Mannschaft aus den Vereinigten Staaten den sechsten Platz belegte.
Bei den Weltmeisterschaften 2001 erreichte die US-Mannschaft den siebten Platz. Zwei Jahre später belegte die Mannschaft den sechsten Platz bei den Weltmeisterschaften 2003. Bei den Panamerikanischen Spielen 2003 siegte das US-Team im Finale gegen die brasilianische Mannschaft. Bei den Olympischen Spielen in Athen 2004 warf Bailey im Turnierverlauf zwei Tore, die Mannschaft erreichte den siebten Platz.
Es folgten ein elfter Platz bei den Weltmeisterschaften 2005 und ein neunter Platz bei den Weltmeisterschaften 2007. 2007 besiegte das US-Team im Finale der Panamerikanischen Spiele wie vier Jahre zuvor die brasilianische Mannschaft. Beim olympischen Wasserballturnier 2008 in Peking gewann die Mannschaft aus den Vereinigten Staaten ihre Vorrundengruppe vor den Kroaten und den Serben. Im Halbfinale traf das Team wieder auf die Serben und siegte mit 10:5, wobei Bailey zwei Tore erzielte. Das Finale gewannen die Ungarn mit 14:10, die Mannschaft aus den Vereinigten Staaten erhielt die Silbermedaille. Bailey warf im gesamten Turnierverlauf sechs Tore.
2009 bei den Weltmeisterschaften in Rom belegte die Mannschaft aus den Vereinigten Staaten in ihrer Vorrundengruppe den ersten Platz und bezwang im Viertelfinale die deutsche Mannschaft. Nach einer Halbfinalniederlage gegen Spanien verloren die Amerikaner im Spiel um Bronze gegen die Kroaten. 2011 belegte die US-Mannschaft den sechsten Platz bei den Weltmeisterschaften in Shanghai. Bei den Panamerikanischen Spielen 2011 besiegte das US-Team im Finale die Kanadier. 2012 nahm Ryan Bailey in London an seinem vierten olympischen Wasserballturnier teil und erzielte 13 Tore. Die Mannschaft erreichte den achten Platz.
Nach seinem Studienabschluss in Irvine war Bailey viele Jahre als Profi in Europa. Er spielte bei VK Jug Dubrovnik und VK Jadran Split in Kroatien, bei Dynamo Moskau, Panionios Athen und bei VK Partizan Belgrad. Seit seinem Karriereende spielt er im Seniorenbereich und arbeitet als Trainer. 2019 wurde er in die USA Water Polo Hall of Fame aufgenommen.